# Busculadă
O busculadă este mișcarea cauzată de turbulențe de mulțime, atunci când aceasta devine incontrolabilă. Ea poate avea efecte fatale, mai ales dacă este însoțită de panică.

## Busculade importante
| Eveniment                                                    | Data               | Țara                      | Număr de victime | Număr de răniți |
| ------------------------------------------------------------ | ------------------ | ------------------------- | ---------------- | --------------- |
| Tragedia de la Hodînka                                       | 18 mai 1896        | Imperiul Rus              | 1.389 morți      | 1300 răniți     |
| Busculada de pe stadionul Burnden Park                       | 9 martie 1946      | Anglia                    | 33 morți         | 400 răniți      |
| Busculada de pe Estadio Nacional                             | 24 mai 1964        | Peru                      | 320 morți        | 800 răniți      |
| Panica de la Kayseri                                         | 18 septembrie 1967 | Turcia                    | 40 morți         | 600 răniți      |
| Busculada de pe Estadio River Plate                          | iunie 1968         | Argentina                 | 80 morți         | 150 răniți      |
| Busculada de pe stadionul Ibrox Park                         | 2 ianuarie 1971    | Scoția                    | 66 morți         | 200 răniți      |
| Busculada de la Cairo                                        | 17 februarie 1974  | Egipt                     | 49 morți         | 47 răniți       |
| Tragedia de pe Stadionul Lujniki                             | 20 octombrie 1982  | Rusia                     | 66 morți         | 61 răniți       |
| Tragedia de pe Stadionul Heysel                              | 29 mai 1985        | Belgia                    | 39 morți         | 454 răniți      |
| Tragedia de pe Hillsborough                                  | 15 aprilie 1989    | Anglia                    | 96 morți         | 766 răniți      |
| Busculada de la Hadj 1990                                    | 2 iulie 1990       | Arabia Saudită            | 1.426 morți      |                 |
| Busculada de pe Lan Kwai Fong 1993                           | 1 ianuarie 1993    | Hong Kong, China          | 21 morți         | 62 răniți       |
| Busculada de la Hadj 1994                                    | 23 mai 1994        | Arabia Saudită            | 270 morți        |                 |
| Busculada de pe Estadio Mateo Flores                         | 16 octombrie 1996  | Guatemala                 | 84 morți         |                 |
| Busculada din Metroul Minsk                                  | 30 mai 1999        | Belarus                   | 54 morți         | 100 răniți      |
| Tragedia din parcul de expoziții din Penfeld                 | 8 februarie 2002   | Franța                    | 5 morți          | 32 răniți       |
| Busculada de la Hadj 2004                                    | 1 februarie 2004   | Arabia Saudită            | 251 morți        |                 |
| Busculada de pe podul Al-Aïmah                               | 31 august 2005     | Irak                      | 965 morți        | 815 răniți      |
| Busculada de la Hadj 2006                                    | 12 ianuarie 2006   | Arabia Saudită            | 362 morți        | 289 răniți      |
| Busculada de la Pasig                                        | 4 februarie 2006   | Filipine                  | 73 morți         | 392 răniți      |
| Tragedia de pe Stadionul Chililabombwe                       | 2 iunie 2007       | Zambia                    | 12 morți         | 46 răniți       |
| Busculada de la templul Naina Devi                           | 3 august 2008      | India                     | 148 morți        |                 |
| Busculada de pe Stadionul Municipal de Butembo               | 14 septembrie 2008 | Republica Democrată Congo | 13 morți         | 54 răniți       |
| Busculada de la templul Chamunda                             | 30 septembrie 2008 | India                     | 224 morți        | 60 răniți       |
| Busculada de la Dar es Salaam                                | 1 octombrie 2008   | Tanzania                  | 19 morți         | 16 răniți       |
| Busculada de pe stadionul Félix Houphouët-Boigny din Abidjan | 29 martie 2009     | Coasta de Fildeș          | 19 morți         |                 |
| Busculada de la templul hindus din Pratapgarh                | 4 martie 2010      | India                     | 63 morți         | 125 răniți      |
| Busculada de la Duisburg, de la Love Parade                  | 24 iulie 2010      | Germania                  | 21 morți         | 511 răniți      |
| Busculada de la Phnom Penh                                   | 22 noiembrie 2010  | Cambodia                  | 456 morți        | 400 răniți      |
| Busculada de la Shanghai 2014                                | 31 decembrie 2014  | China                     | 36 morți         | 49 răniți       |